# Big L
Big L, vlastním jménem Lamont Coleman, (30. května 1974 – 15. února 1999) byl americký rapper. Již od mládí byl fanouškem hip hopu a spolu s dalšími lidmi z okolí začal freestylovat. V roce 1990 založil skupinu Three the Hard Way, která se však záhy rozpadla. Později působil ve skupinách Children of the Corn a Diggin' in the Crates Crew. V roce 1992 podepsal smlouvu s vydavatelstvím Columbia Records a roku 1995 vydal své první album Lifestylez ov da Poor & Dangerous. V roce 1997 začal pracovat na svém druhém albu, které však vyšlo až po jeho smrti pod názvem The Big Picture (2000). V roce 1999 byl na ulici zastřelen. Později vyšla další alba s hudbou, kterou za svého života nestihl vydat.